# Fanserie
Fanserien sind von Fans selbst gestaltete, originalen Fernseh-, Film- oder Comicserien nachempfundene Werke. Sie reichen von einfachen Projekten wie sogenannten »Virtuelle Staffeln« über Texte (sogenannte fan fiction) und Comics bis hin zu gedrehten Episoden samt Sets und Spezialeffekten.
Fanserien sind ein relativ neues Phänomen, finden aber zurzeit immer stärkere Verbreitung. Auslöser ist oft, dass sich eine Fan-Szene von aktuellen Folgen einer Fernsehserie gelangweilt fühlt oder dass sie unzufrieden ist, weil derzeit keine neuen Staffeln laufen oder gedreht werden.
Fanserien gibt es vor allem im Science-Fiction-Bereich, etwa zu Star Trek und Star Wars. Nicht für alle Serien gibt es hochtrabende Projekte wie 3D-Filme oder traditionell gefilmte Episoden, doch für die meisten lassen sich zumindest »Virtuelle Staffeln« finden.

## Beispiele
Ein prominentes und hochwertiges Beispiel ist Star Trek: New Voyages, eine Fanserie mit liebevoll nachgebauten Sets. Das Projekt enthält bereits über 6 Episoden. 
Ein neueres Projekt dieser Art ist »Star Trek: Unity«, eine 3D-Grafik-Fanserie mit "Voice Actors", die den einzelnen Rollen ihre Stimme leihen werden, und einem eigenen Komponisten für die Filmmusik. Das Projekt befindet sich in der PreProduction und sucht noch ständig nach Mitarbeitern.